# Breckenridge (Texas)
Breckenridge is een plaats (city) in de Amerikaanse staat Texas, en valt bestuurlijk gezien onder Stephens County.

## Demografie
Bij de volkstelling in 2000 werd het aantal inwoners vastgesteld op 5868.
In 2006 is het aantal inwoners door het United States Census Bureau geschat op 5671, een daling van 197 (-3,4%).

## Geografie
Volgens het United States Census Bureau beslaat de plaats een oppervlakte van
10,8 km², geheel bestaande uit land. Breckenridge ligt op ongeveer 367 m boven zeeniveau.

## Plaatsen in de nabije omgeving
De onderstaande figuur toont nabijgelegen plaatsen in een straal van 40 km rond Breckenridge.

## Geboren
- Dean Smith (1932-2023), atleet